# Чэнь Чжунхэ
Чэнь Чжунхэ́ (кит. упр. 陈忠和, пиньинь Chén Zhōnghé; р. 2 октября 1957, Лунси, провинция Фуцзянь, КНР) — китайский волейболист и волейбольный тренер.

## Биография
Игровая волейбольная карьера Чэнь Чжунхэ началась в 1979 году в команде провинции Фуцзянь, с которой он выигрывал звание чемпиона Китая. В 1979 спортсмен из-за травмы был вынужден покинуть площадку, но в том же году наставником женской сборной Китая по волейболу Юань Вэйминем был приглашён на пост одного из тренеров женской национальной команды страны. В этой должности Чэнь Чжунхэ проработал до 1985 году, после чего вернулся в Фуцзянь и возглавил женскую команду провинции. В 1989 новый главный тренер сборной Ху Цзинь пригласил Чэнь Чжунхэ вновь присоединиться к тренерскому штабу китайской сборной, в котором тот отработал 5 сезонов и в 1993 опять вернулся в Фуцзян и со своей командой дважды выигрывал «золото» национального чемпионата.
В 1995 в Китай возвратилась легендарная волейболистка Лан Пин, которой в качестве нового наставника национальной команды было поручено вернуть мировой авторитет сборной, пошатнувшийся неудачами первой половины 1990-х годов. В качестве своего первого ассистента она пригласила Чэнь Чжунхэ, с которым у Лан Пин установились давние дружеские и деловые контакты. Под руководством этого тренерского дуэта сборная Китая доходила до финалов Олимпиады-1996 и чемпионата мира 1998, но оба раза в решающих матчах уступала гегемону женского мирового волейбола 1990-х — непобедимой сборной Кубы.
В 1998 сборную Китая вновь возглавил Ху Цзинь, оставивший Чэнь Чжунхэ в качестве своего основного помощника. После неудачи на Олимпиаде-2000, где китаянки выбыли из борьбы за медали уже на четвертьфинальной стадии, главным тренером национальной команды был назначен Чэнь Чжунхэ и весомую протекцию в этом ему оказала именно Лан Пин, чей голос при выборе наставника сборной оказался решающим.
Новый тренер внёс в состав сборной Китая серьёзные перестановки, связанные с привлечение в команду значительного числа молодых волейболисток. Первый успех к обновлённой сборной пришёл уже в 2001 году, когда китайские волейболистки выиграли престижный Всемирный Кубок чемпионов, «серебро» Гран-при, а также (уже по традиции) континентальное первенство. После неудачи на чемпионате мира 2002, где китаянки остались без медалей, 2003 год принёс сборной победы во всех турнирах, в которых она принимала участие — Гран-при, чемпионате Азии и Кубке мира.
Самым ярким событием сезона-2004 для сборной Китая под руководством Чэнь Чжунхэ стала олимпийская победа в Афинах, достигнутая в тяжёлой борьбы — полуфинал и финал закончились победами китаянок в пяти партиях соответственно над сборными Кубы и России. После олимпийского триумфа в последующие сезоны команда Китая на мировой арене побед не одерживала. Лишь на континентальных азиатских турнирах по прежнему сборная Китая не имела себе равных (кроме чемпионата Азии 2007). После «бронзы» на домашней Олимпиаде 2008 года Чэнь Чжунхэ ушёл в отставку. С 2009 года работает заместителем директора спортивного бюро провинции Фуцзянь. Окончил Шанхайский институт физической культуры.
В 2020 году вышел фильм «Прыжок», посвящённый женской сборной Китая по волейболу. В роли Чэня Чжунхэ снимались Хуан Бо и Пэн Юйчан.

### Игровая клубная карьера
- 1976—1979 —  «Фуцзянь» (Чжэнчжоу).

### Тренерская карьера
- 1979—1985 —  сборная Китая — тренер;
- 1986—1989 —  «Фуцзянь» (Чжэнчжоу) — женщины — главный тренер;
- 1989—1993 —  сборная Китая — тренер;
- 1993—1995 —  «Фуцзянь» (Чжэнчжоу) — женщины — главный тренер;
- 1995—2000 —  сборная Китая — тренер;
- 2001—2008 —  сборная Китая — главный тренер.

## Игровые достижения

### Клубные
- Чемпион Китая 1977 (?)—1979 (?).

## Тренерские достижения[4]

### Сженской сборной Китая
- Олимпийский чемпион 2004;
  - бронзовый призёр Олимпийских игр 2008.
- победитель розыгрыша Кубка мира 2003.
- победитель розыгрыша Всемирного Кубка чемпионов 2001;
  - бронзовый призёр Всемирного Кубка чемпионов 2005.
- победитель Гран-при 2003;
  - 3-кратный серебряный (2001, 2002, 2007) и бронзовый (2005) призёр Гран-при.
- двукратный чемпион Азиатских игр — 2002, 2006.
- 3-кратная чемпион Азии — 2001, 2003, 2005;
  - серебряный призёр чемпионата Азии 2007.
- победитель розыгрыша Кубка Азии 2008.

### Клубные
- двукратный чемпион Китая — 1994, 1995.